# Sonia Feertchak
Sonia Feertchak est une écrivaine française née le 24 septembre 1974 à Boulogne-Billancourt. Elle est l’auteure de  L’Encyclo des filles, ouvrage pour les adolescentes réactualisé chaque année depuis 2002. Comme éditrice elle a créé chez Plon la collection des Encyclos. Depuis février 2016, elle enseigne à l'école d'écriture Les Mots.

## Biographie
Après des études secondaires à Boulogne-Billancourt, elle entre en prépa HEC au lycée Florent Schmitt (Saint-Cloud). En 1992 elle intègre l’Institut Supérieur de Gestion à Paris puis, en 1995, le Centre de Formation et de Perfectionnement des Journalistes. Elle commence une carrière de journaliste auprès de Philippe Vandel en 1992 dans l’émission Les Pourquoi (sur RTL et Europe 1). À partir de 1995, elle écrit pour Science & Vie, divers journaux de Bayard Jeunesse et À Nous Paris, avant de se consacrer à l’édition en 2002, à la suite de la publication de L’Encyclo des filles aux éditions Plon.
Elle y édite par la suite les Encyclos de la cavalière, de la danseuse, des garçons,...